# شیفته (فیلم ۱۹۷۴)
شیفته (انگلیسی: Swept Away) با نام اصلی مستغرق در یک سرنوشت غیرمعمول در دریای آبیِ ماه اوت (ایتالیایی: Travolti da un insolito destino nell'azzurro mare d'agosto) فیلمی ایتالیایی در سبک ماجراجویی و کمدی-درام به نویسندگی و کارگردانی لینا ورتمولر است که در سال ۱۹۷۴ منتشر شد. از بازیگران آن می‌توان به جانکارلو جانینی، ماری‌آنجلا ملاتو، ایزا دنیلی و اروس پاگنی اشاره کرد.